# Chironomus trifilis
Chironomus trifilis är en tvåvingeart som beskrevs av Jean-Jacques Kieffer 1915. Chironomus trifilis ingår i släktet Chironomus och familjen fjädermyggor.
Artens utbredningsområde är Danmark. Inga underarter finns listade i Catalogue of Life.